# Słupca (przystanek kolejowy)
Słupca – przystanek kolejowy w Słupcy, powiecie słupeckim w województwie wielkopolskim przy linii kolejowej nr 3 łączącej Warszawę Zachodnią z Frankfurtem nad Odrą. Według klasyfikacji PKP ma kategorię dworca lokalnego. Zatrzymują się tu wszystkie pociągi osobowe Regio a także większość pociągów TLK.

## Ruch pasażerski[2]
| Rok  | Wymiana pasażerska na dobę |
| ---- | -------------------------- |
| 2017 | 300-499                    |
| 2018 | 300-499                    |
| 2019 | 500-699                    |
| 2020 | 200-299                    |
| 2021 | 300-499                    |
| 2022 | 700-999                    |
| 2023 | 700-999                    |

## Historia
Przy przystanku znajduje się budynek dworca kolejowego, który powstał w latach 60 XX wieku. Jest on usytuowany przy ulicy Dworcowej, około 1 km od centrum miasta. Wcześniej na jego miejscu znajdował się mały barak. Podczas przebudowy całej linii E-20 budynek został gruntownie wyremontowany a wcześniejszą stację kolejową przebudowano na przystanek. Wewnątrz budynku znajduje się kasa biletowa oraz dyspozytornia PKS Konin.

## Galeria

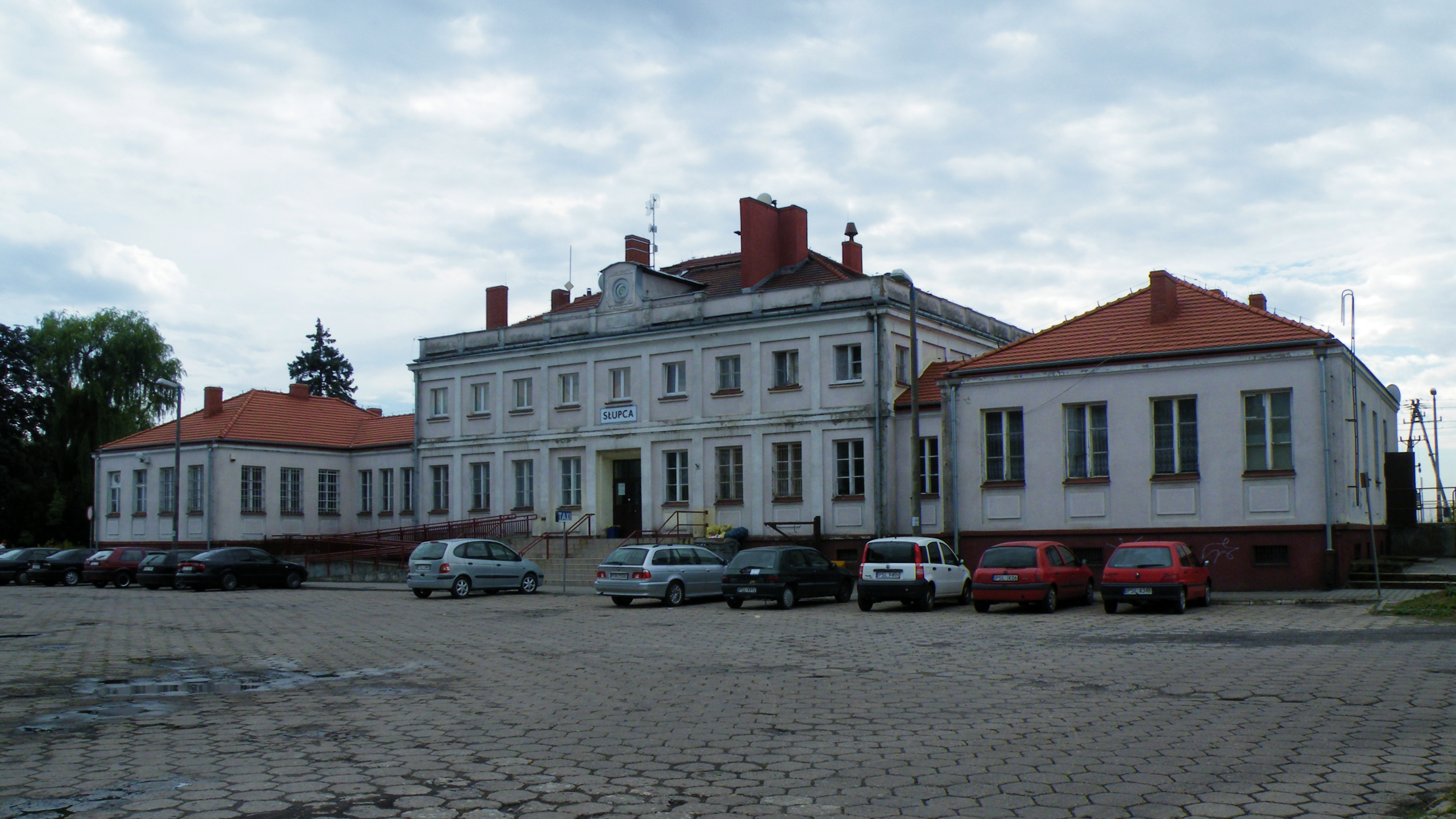
Budynek dworca kolejowego 2013 r.
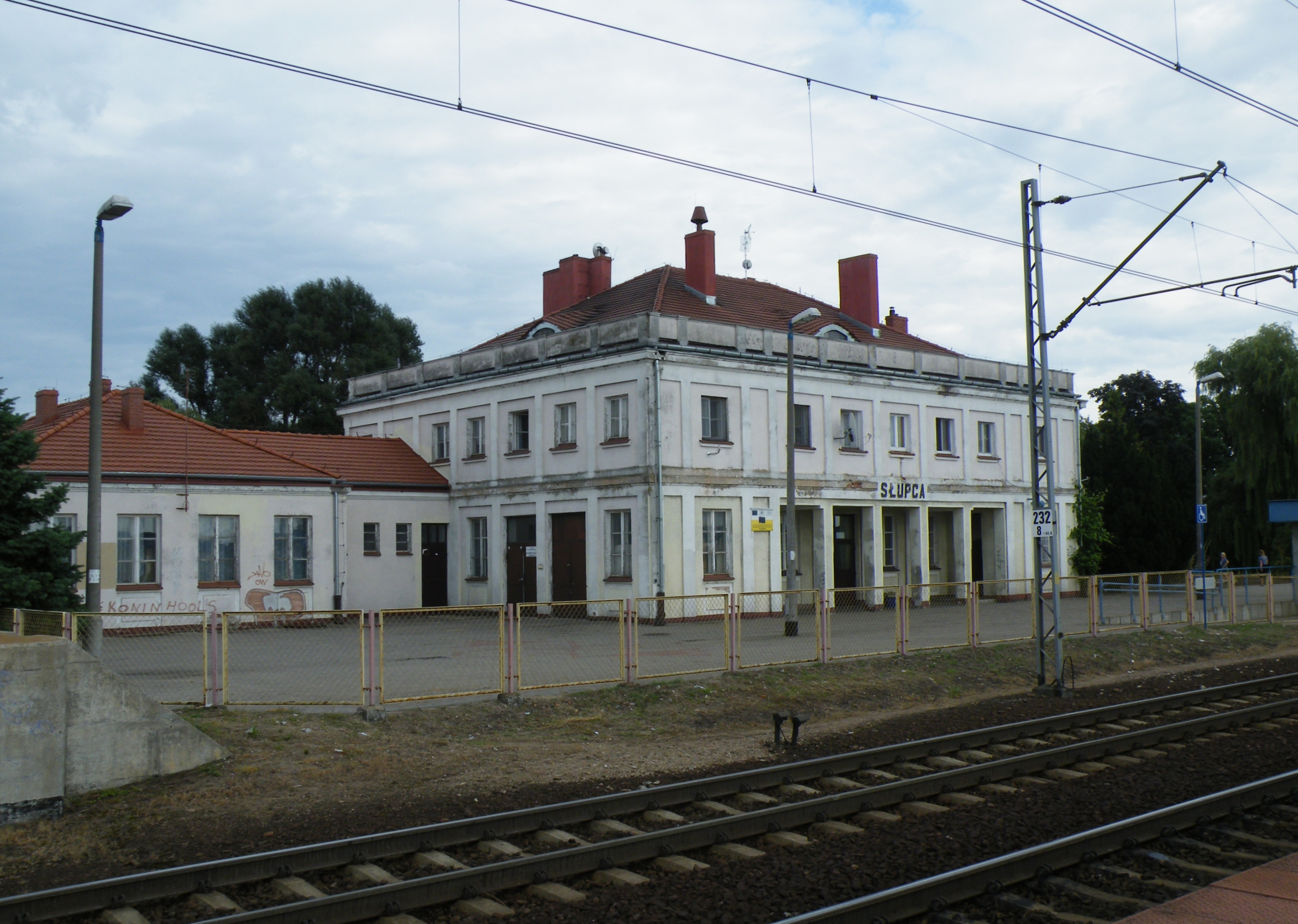
Budynek dworca kolejowego - widok z peronów 2013 r.
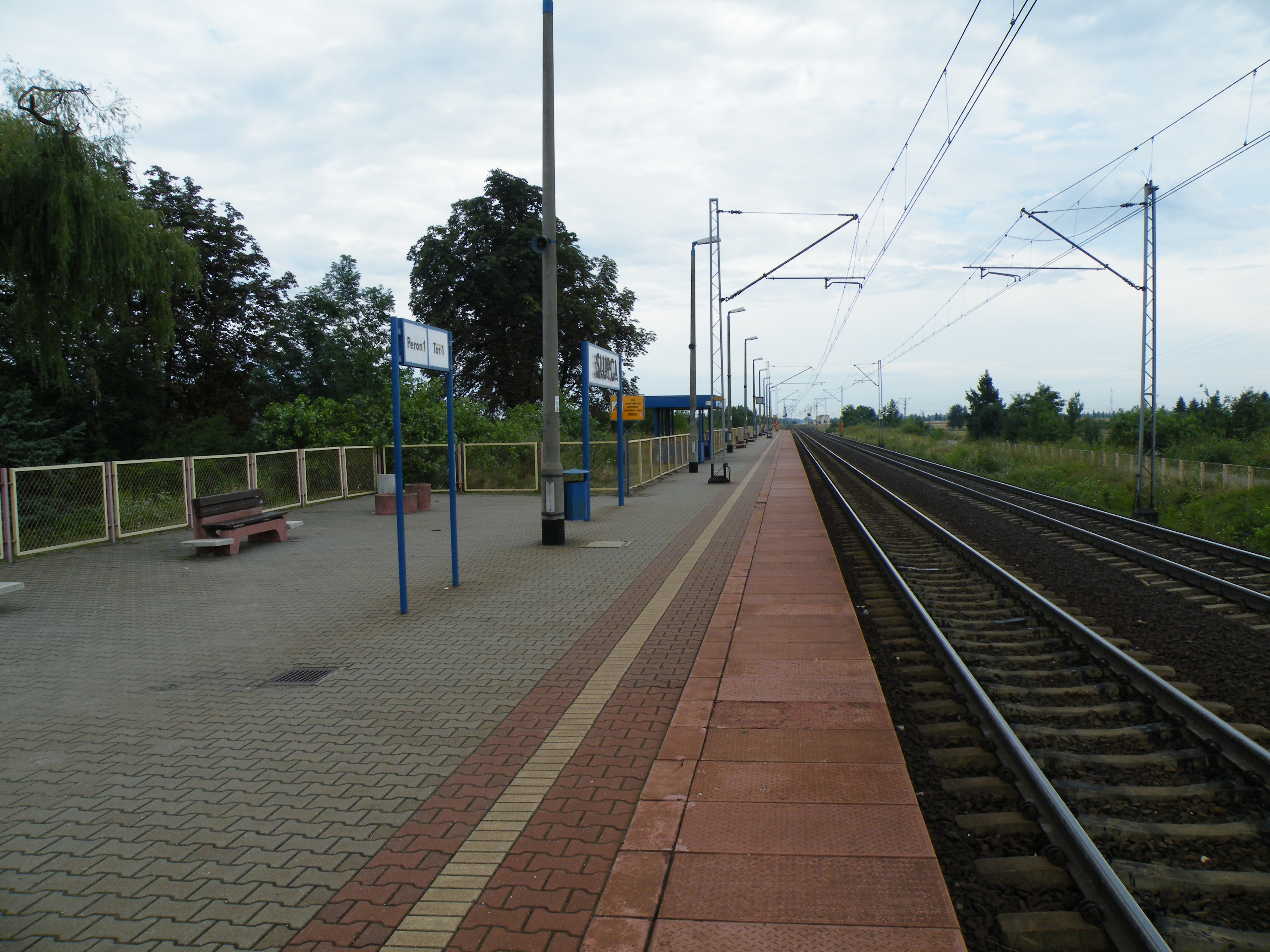
Widok na peron pierwszy 2013 r.